# Highlife
Highlife ist eine Tanz- und Musikrichtung in Ghana und Sierra Leone, die auch in anderen westafrikanischen Ländern anzutreffen ist. Die Ursprünge des Highlife liegen in den 1920ern vor allem in Ghana. Von hier breitete sich der Stil in die anderen Länder Westafrikas aus. Charakteristisch für Highlife sind Elemente aus dem Jazz und die Verwendung von verschiedenen Gitarren.
Highlife entstand als Verschmelzungsprodukt zwischen den traditionellen Elementen der Musik Ghanas mit Musikinstrumenten aus Europa, die erstmals Anfang des 19. Jahrhunderts mit europäischen Militärkapellen eingeführt worden waren. Von kaum zu überschätzender Bedeutung waren Mitglieder der Ethnie der Kru, die als Matrosen auf europäischen Schiffen die Gitarre kennenlernten und in ihre eigene Musik integrierten. Die Gitarre wurde auch in der Musik anderer Volksgruppen wie der Akan und Fante aufgegriffen. Die britische Kolonialverwaltung verfolgte Anfang des 20. Jahrhunderts das Interesse, die eigenen Truppen und Verwaltungsbeamten in den Kolonien zu unterhalten. Einheimische Musiker wurden daher für Militärkapellen und Polizeiorchester ausgebildet und mit europäischen Instrumenten ausgestattet. Die ghanaischen Musiker in der südlichen Landeshälfte übertrugen die melodisch-rhythmischen Muster der Stegharfe Seperewa auf das Spiel der Gitarre. Aus traditionellen Rhythmen, in Verbindung mit immer stärker hervortretenden Elementen aus dem Jazz, entwickelten sie einen neuen Musikstil, der auf einem überwiegend europäischen Instrumentarium (bis hin zu Geigen) gespielt wurde. In den 1950er Jahren nahmen die Gruppen noch afrokubanische Perkussionsinstrumente auf. In die Musik zog ein Up-Tempo-Beat ein, der auf verschiedene Arten gespielt werden kann.
Der Name Highlife spielt vermutlich auf die Personengruppe an, für die diese Unterhaltungsmusik zunächst in Bars, Hotels und Nachtclubs gespielt wurde, nämlich die High Society der Kolonialverwaltung und der oberen Klasse. Eine Variante des Highlife mit akustischen Gitarren und traditionellen Instrumenten verbreitete sich von Sierra Leone ausgehend unter Seeleuten und Arbeitern ab Anfang des 20. Jahrhunderts in ländlichen Regionen unter dem Namen Palm wine, benannt nach dem preisgünstigen Palmwein.
Highlife gilt als einer der Ursprünge des Afrobeat, der sich etwa ab den 1960er Jahren entwickelte.
In Deutschland entstand in den 1980er Jahren mit dem Burger-Highlife eine Crossover-Version des traditionellen Stils; bedeutende Interpreten waren George Darko und Lumba Brothers. Für die Entwicklung waren ghanaische Immigranten richtungsweisend.

## Bekannte Musiker
- (Edie Okonta)
- (Sir Victor Uwaifo)
- (Celestine Okwu)
- (Chief Stephen Osita Osadebe)
- E. T. Mensah
- Eji Oyewole
- Gyedu Ambolley
- Jewel Ackah
- Kojo Antwi
- Net Brew
- George Darko
- Rex Gyamfi
- Cardinal Rex Lawson
- Daddy Lumba
- Tunji Oyelana
- Bobby Benson
- Ambrose Campbell
- S. E. Rogie
- Koola Lobitos
- A.B. Crentsil
- Solomon Ilori
- Prince Nico Mbarga
- Osibisa
- Zeal Onyia
- Pat Thomas
- The African Brothers Band
- The Sweet Talks
- The Tempos
- Eric Agyeman
- K. Frimpong
- Fela Kuti (in seinen frühen Jahren)
- King Kennytone (Kenneth Otone)
- Ebo Taylor